# Persone di cognome Fabbri
| Questa pagina contiene informazioni ricavate automaticamente dalle voci biografiche con l'ausilio del template Bio e di un bot. L'aggiornamento è periodico e automatico e ricostruisce completamente la pagina. Se manca una persona in questa lista, sei pregato di non aggiungerla, ma accertati piuttosto che la sua voce biografica contenga il template Bio e che i dati anagrafici siano correttamente compilati. Se il template Bio manca, inseriscilo tu stesso o, in alternativa, metti l'avviso {{tmp\|Bio}} che ne segnala la mancanza. Se i dati riportati sono sbagliati, correggi direttamente la voce biografica; le modifiche saranno visibili in questa lista entro pochi giorni. Per chiarimenti vedi il progetto antroponimi. La lista contiene solo le 74 persone che sono citate nell'enciclopedia e per le quali è stato implementato correttamente il template Bio. Pagina aggiornata al 7 giu 2025. |

Questa è una lista di persone presenti nell'enciclopedia che hanno il cognome Fabbri, suddivise per attività principale.

## Allenatori di calcio(2)
- Edmondo Fabbri, allenatore di calcio e calciatore italiano (Castel Bolognese, n. 1921 - Castel San Pietro Terme, † 1995)
- Franco Fabbri, allenatore di calcio e ex calciatore italiano (Ferrara, n. 1958)

## Anarchici(1)
- Luigi Fabbri, anarchico e saggista italiano (Fabriano, n. 1877 - Montevideo, † 1935)

## Arbitri di calcio(1)
- Michael Fabbri, arbitro di calcio italiano (Faenza, n. 1983)

## Architetti(1)
- Gianni Fabbri, architetto italiano (Venezia, n. 1939)

## Attori(1)
- Maurizio Fabbri, attore, regista e cantante italiano (Roma, n. 1956)

## Attrici(2)
- Bianca Maria Fabbri, attrice italiana
- Marisa Fabbri, attrice italiana (Firenze, n. 1927 - Roma, † 2003)

## Attrici teatrali(1)
- Giulia Fabbri, attrice teatrale e cantante italiana (Forlì, n. 1987)

## Biologi(1)
- Iader Fabbri, biologo, divulgatore scientifico e saggista italiano (Faenza, n. 1978)

## Calciatori(6)
- Angelo Fabbri, calciatore italiano (Lodi, n. 1898)
- Camillo Fabbri, calciatore e allenatore di calcio italiano (Castel Bolognese, n. 1919 - Bisceglie, † 2005)
- Enzo Fabbri, calciatore italiano (Rimini, n. 1920 - † 1991)
- Filippo Fabbri, calciatore sammarinese (San Marino, n. 2002)
- Giovan Battista Fabbri, calciatore e allenatore di calcio italiano (San Pietro in Casale, n. 1926 - Ferrara, † 2015)
- Luciano Fabbri, calciatore italiano (Riccione, n. 1923 - Olbia, † 1986)

## Calciatrici(1)
- Maura Fabbri, ex calciatrice italiana (Genova, n. 1951)

## Cestiste(2)
- Elena Fabbri, ex cestista italiana (Cervia, n. 1975)
- Valentina Fabbri, ex cestista italiana (Rimini, n. 1985)

## Chitarristi(2)
- Fabio Fabbri, chitarrista, compositore e arrangiatore italiano (Firenze, n. 1955)
- Roberto Fabbri, chitarrista e compositore italiano (Roma, n. 1964)

## Ciclisti su strada(2)
- Jean-Claude Fabbri, ex ciclista su strada italiano (Fléron, n. 1952)
- Nello Fabbri, ciclista su strada italiano (Roma, n. 1934 - Roma, † 2020)

## Comici(2)
- Daniele Fabbri, comico, sceneggiatore e fumettista italiano (Gavardo, n. 1982)
- Daniele Luttazzi, comico, conduttore televisivo e scrittore italiano (Santarcangelo di Romagna, n. 1961)

## Contralti(1)
- Guerrina Fabbri, contralto italiano (Ferrara, n. 1866 - Torino, † 1946)

## Danzatrici(1)
- Flora Fabbri, ballerina italiana (Firenze)

## Dirigenti sportivi(1)
- Fabrizio Fabbri, dirigente sportivo e ciclista su strada italiano (Ferruccia di Agliana, n. 1948 - Pisa, † 2019)

## Drammaturghi(2)
- Diego Fabbri, drammaturgo, sceneggiatore e saggista italiano (Forlì, n. 1911 - Riccione, † 1980)
- Edoardo Fabbri, drammaturgo e politico italiano (Cesena, n. 1778 - Cesena, † 1853)

## Fantini(1)
- Angiolo Fabbri, fantino italiano (Montemerano, n. 1824)

## Generali(1)
- Augusto Fabbri, generale italiano (Ravenna, n. 1858 - Roma, † 1940)

## Giornalisti(2)
- Dario Fabbri, giornalista italiano (Roma, n. 1980)
- Giuseppe Fabbri, giornalista, pittore e ceramista italiano (Pieve di Cento, n. 1901 - Roma)

## Imprenditori(1)
- Egisto Paolo Fabbri, imprenditore, banchiere e mecenate italiano (Firenze, n. 1828 - Firenze, † 1894)

## Magistrati(1)
- Mario Fabbri, magistrato italiano (Macerata, n. 1932 - Belluno, † 2019)

## Medici(2)
- Giovan Battista Fabbri, medico italiano (Bologna, n. 1806 - Bologna, † 1874)
- Luigi Fabbri, medico e politico italiano (Massa Fiscaglia, n. 1949)

## Militari(1)
- Marino Fabbri, militare italiano (Orbetello, n. 1896 - Bir Tagrift, † 1928)

## Musicologi(3)
- Franco Fabbri, musicologo, cantante e chitarrista italiano (San Paolo, n. 1949)
- Mario Fabbri, musicologo e alpinista italiano (Firenze, n. 1931 - Firenze, † 1983)
- Paolo Fabbri, musicologo italiano (Ravenna, n. 1948)

## Partigiani(1)
- Paolo Fabbri, partigiano, sindacalista e antifascista italiano (Conselice, n. 1889 - Gaggio Montano, † 1945)

## Patrioti(1)
- Angelico Fabbri, patriota italiano (Gubbio, n. 1822 - Gubbio, † 1886)

## Pattinatori artistici su ghiaccio(1)
- Marco Fabbri, pattinatore artistico su ghiaccio e danzatore su ghiaccio italiano (Milano, n. 1988)

## Pesisti(1)
- Leonardo Fabbri, pesista italiano (Bagno a Ripoli, n. 1997)

## Pittori(5)
- Alfredo Fabbri, pittore italiano (Grosseto, n. 1926 - † 2010)
- Fabrizio Fabbri, pittore e fumettista italiano (Palazzuolo sul Senio, n. 1954)
- Francesco Fabbri, pittore italiano (Pieve di Cento, n. 1876 - Pieve di Cento, † 1962)
- Fabbriano, pittore italiano (Ferrara, n. 1936 - Ferrara, † 2019)
- Remo Fabbri, pittore italiano (Pieve di Cento, n. 1890 - Pieve di Cento, † 1977)

## Pittrici(1)
- Vincenza Fabbri, pittrice italiana

## Polistrumentisti(1)
- Lucio Fabbri, polistrumentista, arrangiatore e direttore d'orchestra italiano (Crema, n. 1955)

## Politiche(2)
- Camilla Fabbri, politica italiana (Pesaro, n. 1969)
- Marilena Fabbri, politica italiana (Bologna, n. 1969)

## Politici(9)
- Alan Fabbri, politico italiano (Bondeno, n. 1979)
- Cosimo Fabbri, politico italiano (Ravenna, n. 1836 - Firenze, † 1894)
- Fabio Fabbri, politico e avvocato italiano (Ciano d'Enza, n. 1933 - Parma, † 2024)
- Ferdinando Fabbri, politico italiano (San Mauro Pascoli, n. 1954)
- Francesco Fabbri, politico italiano (Solighetto, n. 1921 - Roma, † 1977)
- Gustavo Fabbri, politico italiano (Forlì, n. 1882 - Roma, † 1962)
- Luigi Fabbri, politico, sindacalista e partigiano italiano (Conselice, n. 1888 - Roma, † 1966)
- Orlando Fabbri, politico italiano (Castiglione dei Pepoli, n. 1937 - † 2014)
- Riccardo Fabbri, politico e sindacalista italiano (Siena, n. 1920 - Roma, † 1967)

## Registi(4)
- Attilio Fabbri, regista e attore italiano
- Lionetto Fabbri, regista italiano (Firenze, n. 1924 - Firenze, † 2011)
- Nanni Fabbri, regista italiano (Forlì, n. 1941 - Roma, † 2014)
- Ottavio Fabbri, regista e produttore cinematografico italiano (Milano, n. 1946)

## Sceneggiatori(1)
- Alessandro Fabbri, sceneggiatore e scrittore italiano (Ravenna, n. 1978)

## Scrittori(1)
- Robert Fabbri, scrittore svizzero (Ginevra, n. 1961)

## Scrittrici(1)
- Luce Fabbri, scrittrice e anarchica italiana (Roma, n. 1908 - Montevideo, † 2000)

## Scultori(2)
- Agenore Fabbri, scultore e pittore italiano (Quarrata, n. 1911 - Savona, † 1998)
- Ulderico Fabbri, scultore italiano (Monestirolo, n. 1897 - Ferrara, † 1970)

## Semiologi(1)
- Paolo Fabbri, semiologo italiano (Rimini, n. 1939 - Rimini, † 2020)